# Leichtathletik-Europameisterschaften 1958/Dreisprung der Männer

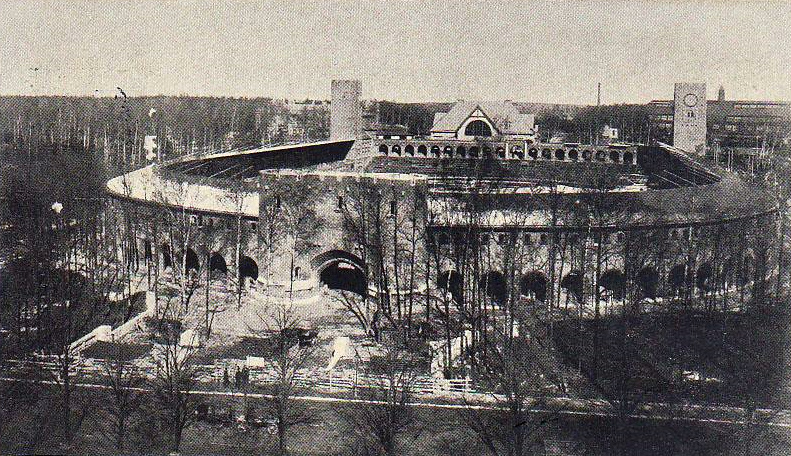
Ansichtskarte des Stockholmer Olympiastadions aus dem Jahr 1912

Der Dreisprung der Männer bei den Leichtathletik-Europameisterschaften 1958 wurde am 22. und 23. August 1958 im Stockholmer Olympiastadion ausgetragen.
Europameister wurde der Pole Józef Szmidt. Er gewann vor dem sowjetischen Weltrekordler Oleg Rjachowski. Der Isländer Vilhjálmur Einarsson errang die Bronzemedaille.

## Rekorde

### Bestehende Rekorde
| Weltrekord           | 16,59 m | Oleg Rjachowski       | Moskau, Sowjetunion (heute Russland) | 28. Juli 1958   |
| Europarekord         | 16,59 m | Oleg Rjachowski       | Moskau, Sowjetunion (heute Russland) | 28. Juli 1958   |
| Meisterschaftsrekord | 15,90 m | Leonid Schtscherbakow | EM Bern, Schweiz                     | 26. August 1954 |

### Rekordverbesserungen
Der polnische Europameister Józef Szmidt verbesserte den EM-Rekord im Finale am 23. August um 53 Zentimeter auf 16,43 m. Mit dieser Weite stellte er gleichzeitig einen neuen Landesrekord auf. Zum Welt- und Europarekord fehlten ihm dabei 47 Zentimeter.

## Legende
Kurze Übersicht zur Bedeutung der Symbolik – so üblicherweise auch in sonstigen Veröffentlichungen verwendet:
| – | verzichtet |
| x | ungültig   |

## Qualifikation
22. August 1958, 11.00 Uhr
Die 23 Teilnehmer traten zu einer gemeinsamen Qualifikationsrunde an. Die Qualifikationsweite für den direkten Finaleinzug betrug 14,60 m. Achtzehn Athleten erreichten diese Weite und waren damit im Finale dabei (hellblau unterlegt). Fünf Springer schieden aus. Bei dieser Konstellation, bei der sich allzu viele Athleten für das Finale qualifizierten und die sich in fast allen Sprung- und Wurfwettbewerben fand, ist kaum nachvollziehbar, wieso überhaupt Qualifikationen angesetzt wurden.
| Platz | Name                 | Nation           | 1. Versuch (m)               | 2. Versuch (m)               | 3. Versuch (m)               | Bestweite (m) |
| 1     | Józef Szmidt         | Polen            | ?                            | 15,74                        | –                            | 15,74         |
| 2     | Ljuben Gurguschinow  | Bulgarien        | 15,39                        | –                            | –                            | 15,39         |
| 3     | Oleg Rjachowski      | Sowjetunion      | ?                            | 15,30                        | –                            | 15,30         |
| 4     | Enzo Cavalli         | Italien          | 15,27                        | –                            | –                            | 15,27         |
| 5     | Ryszard Malcherczyk  | Polen            | 15,15                        | –                            | –                            | 15,15         |
| 6     | Manfred Hinze        | Deutschland      | ?                            | 15,08                        | –                            | 15,08         |
| 7     | Kari Rahkamo         | Finnland         | 15,04                        | –                            | –                            | 15,04         |
| 8     | Pierluigi Gatti      | Italien          | ?                            | ?                            | 15,04                        | 15,04         |
| 9     | Roger Norman         | Schweden         | ?                            | 15,03                        | –                            | 15,03         |
| 10    | Éric Battista        | Frankreich       | 14,96                        | –                            | –                            | 14,96         |
| 11    | Hannu Rantala        | Finnland         | 14,94                        | –                            | –                            | 14,94         |
| 12    | Pierre William       | Frankreich       | 14,93                        | –                            | –                            | 14,93         |
| 13    | Vilhjálmur Einarsson | Island           | ?                            | 14,92                        | –                            | 14,92         |
| 14    | František Krupala    | Tschechoslowakei | ?                            | 14,88                        | –                            | 14,88         |
| 15    | Sten Erickson        | Schweden         | 14,84                        | –                            | –                            | 14,84         |
| 16    | Hermann Strauß       | Deutschland      | ?                            | 14,73                        | –                            | 14,73         |
| 17    | Albert Hofstede      | Niederlande      | 14,64                        | –                            | –                            | 14,64         |
| 18    | Konstantin Sfikas    | Griechenland     | ?                            | ?                            | 14,60                        | 14,60         |
| 19    | Eilif Fredriksen     | Norwegen         | Versuchsserien nicht bekannt | Versuchsserien nicht bekannt | Versuchsserien nicht bekannt | 14,54         |
| 20    | Witold Krejer        | Sowjetunion      | Versuchsserien nicht bekannt | Versuchsserien nicht bekannt | Versuchsserien nicht bekannt | 14,50         |
| 21    | Jakob Rypdal         | Norwegen         | Versuchsserien nicht bekannt | Versuchsserien nicht bekannt | Versuchsserien nicht bekannt | 14,41         |
| 22    | Erwin Müller         | Schweiz          | Versuchsserien nicht bekannt | Versuchsserien nicht bekannt | Versuchsserien nicht bekannt | 13,72         |
| 23    | Ken Wilmshurst       | Großbritannien   | Versuchsserien nicht bekannt | Versuchsserien nicht bekannt | Versuchsserien nicht bekannt | 12,94         |

## Finale

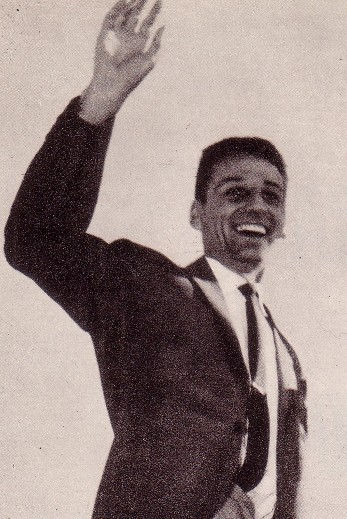
Hier begann Józef Szmidts Vormachtstellung als Dreispringer-Europameister 1962 und Olympiasieger 1960/1964

23. August 1958, 15.30 Uhr
| Platz | Name                 | Nation           | Weite (m)   |
| ----- | -------------------- | ---------------- | ----------- |
| 1     | Józef Szmidt         | Polen            | 16,43 CR/NR |
| 2     | Oleg Rjachowski      | Sowjetunion      | 16,02       |
| 3     | Vilhjálmur Einarsson | Island           | 16,00       |
| 4     | Ryszard Malcherczyk  | Polen            | 15,83       |
| 5     | Éric Battista        | Frankreich       | 15,48       |
| 6     | Kari Rahkamo         | Finnland         | 15,18       |
| 7     | Hermann Strauß       | Deutschland      | 15,11       |
| 8     | Hannu Rantala        | Finnland         | 15,09       |
| 9     | František Krupala    | Tschechoslowakei | 15,07       |
| 10    | Ljuben Gurguschinow  | Bulgarien        | 14,91       |
| 11    | Roger Norman         | Schweden         | 14,87       |
| 12    | Enzo Cavalli         | Italien          | 14,84       |
| 13    | Sten Erickson        | Schweden         | 14,79       |
| 14    | Pierre William       | Frankreich       | 14,62       |
| 15    | Albert Hofstede      | Niederlande      | 14,49       |
| 16    | Konstantin Sfikas    | Griechenland     | 14,34       |
| 17    | Manfred Hinze        | Deutschland      | 14,26       |
| 18    | Pierluigi Gatti      | Italien          | 13,80       |

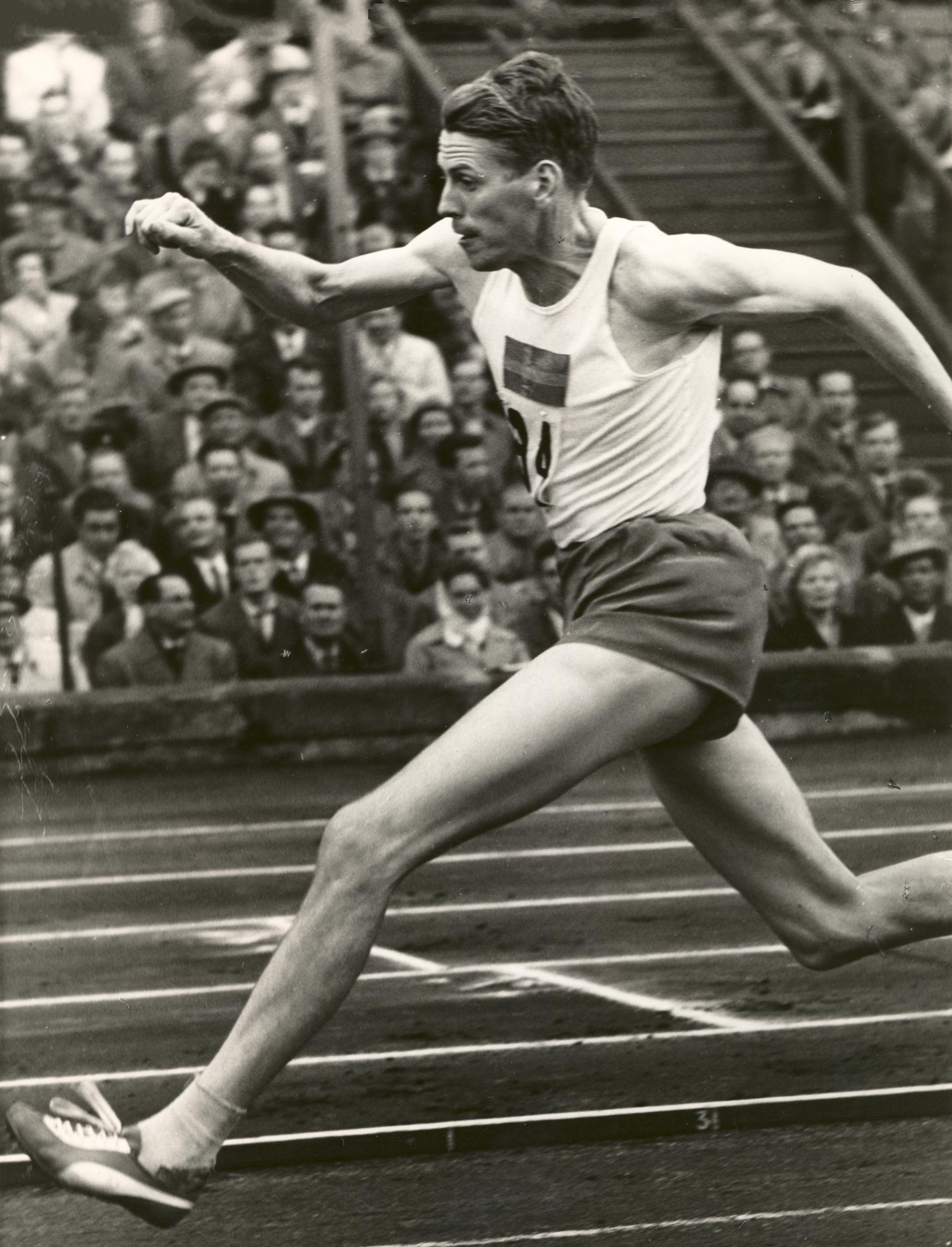
Roger Norman erreichte Platz elf
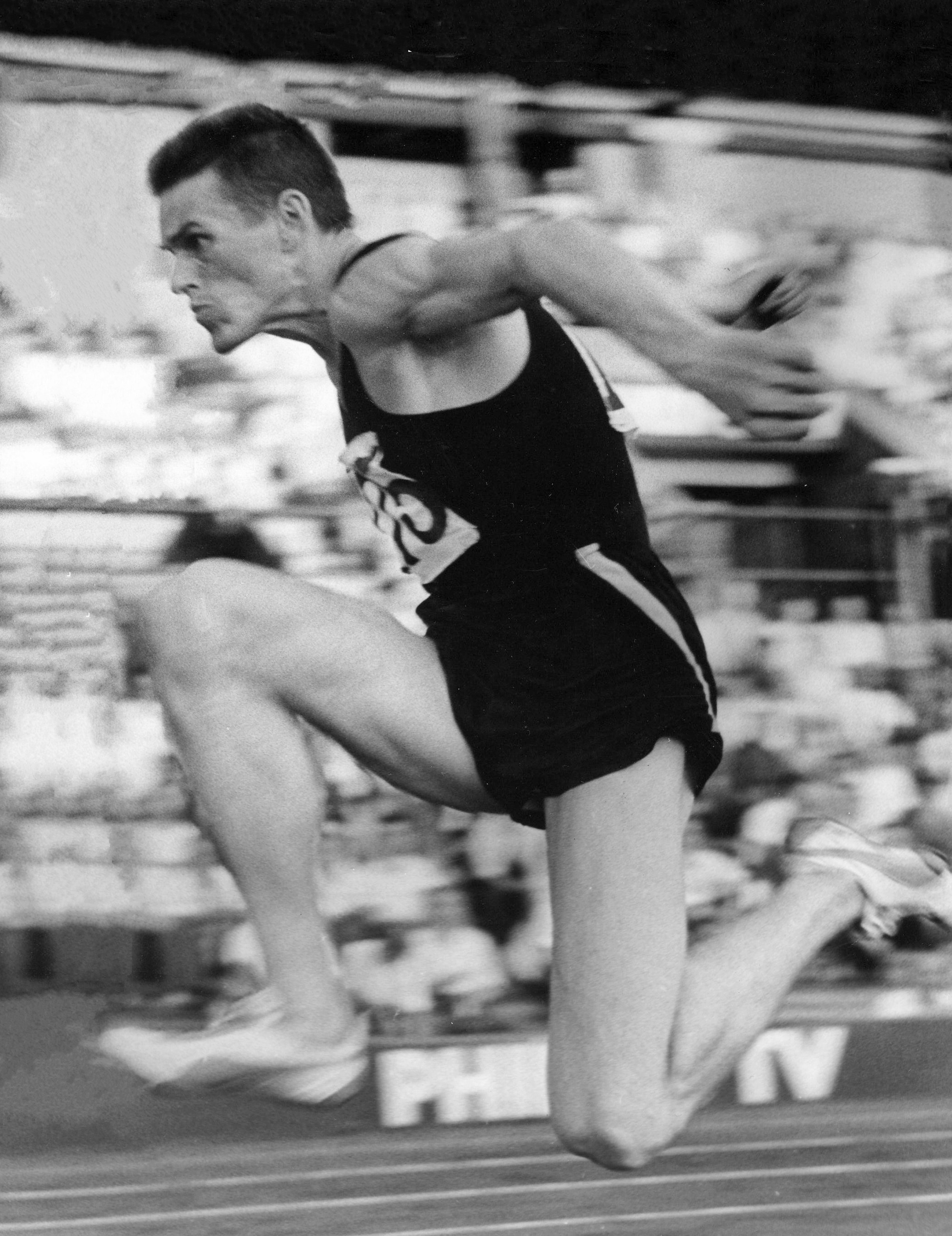
Sten Erickson kam auf den dreizehnten Platz
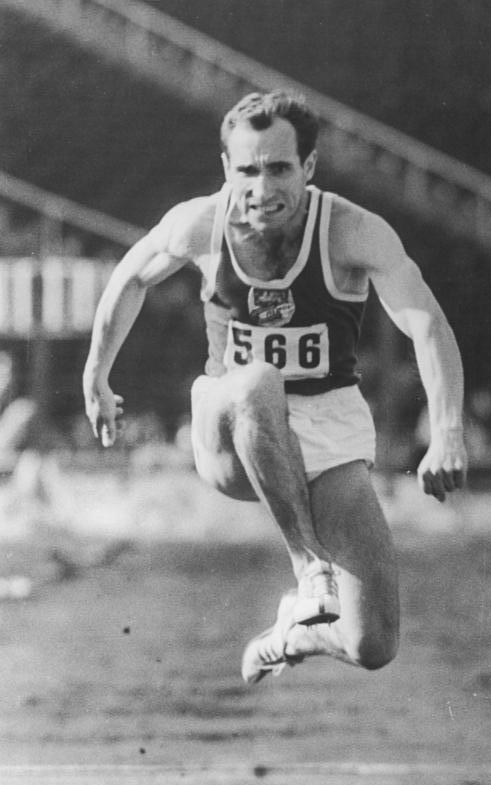
Manfred Hinze belegte Rang siebzehn